# Jérôme Cellier
Pour les articles homonymes, voir Cellier.
Jérôme Cellier est un footballeur français né le 8 février 1984 aux Sables-d'Olonne et évoluant au poste de défenseur.

## Carrière
- 2004-2005 : Chamois niortais (L2, 2 matchs)
- 2005-2006 : Chamois niortais (Nat, 8 matchs)
- 2006-2007 : Chamois niortais (L2, 20 matchs, 1 but)
- 2007-2008 : Clermont Foot (L2, 1 match)
- 2008-2009 : Clermont Foot (L2, 5 matchs)
- 2009-2010 : Clermont Foot (L2, 30 matchs)
- 2010-2011 : Clermont Foot (L2, 11 matchs)
- 2011-2012 : AS Beauvais (Nat, 6 matchs)[1]
- 2013-2014 : La Roche-sur-Yon VF (CFA 2, 4 matchs)